# Ušće Lima
Ušće Lima je naseljeno mjesto u općini Višegrad, Republika Srpska, BiH.

## Stanovništvo
Prema popisu stanovništva iz 1991. godine u Ušću Lima nije bilo stanovnika.